# زمرینگ، اتریش
سومرینگ (به آلمانی: Semmering) یک منطقهٔ مسکونی در اتریش است که در ناحیه نوین‌کیرشن واقع شده‌است. سومرینگ ۶۱۰ نفر جمعیت دارد.